# Seznam hokejistů draftovaných týmem Minnesota Wild

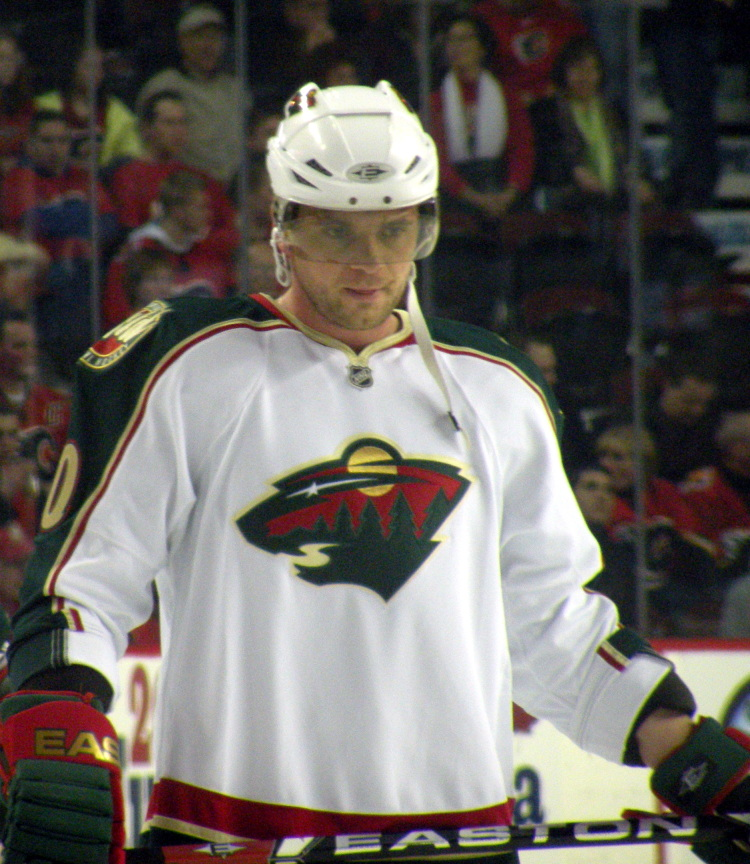
Marián Gáborík byl draftován ze 3. místa v roce 2004.

Toto je kompletní seznam hokejistů, kteří byli draftováni v NHL do týmu Minnesota Wild. To zahrnuje každého hráče, který byl draftován, bez ohledu na to, zda hrál za tým.

## Draft 1. kola

### Historie prvního kola
| † | Hráč který byl vybrán do hokejové síně slávy | Hráč který byl vybrán do hokejové síně slávy | Hráč který byl vybrán do hokejové síně slávy |
| * | Draftován z 1. místa                         | Draftován z 1. místa                         | Draftován z 1. místa                         |
| ≠ | Hráč který neodehrál žádný zápas v NHL       | Hráč který neodehrál žádný zápas v NHL       | Hráč který neodehrál žádný zápas v NHL       |

| Rok  | Místo | Hráč                 | Pozice       | Stát      | Předchozí tým (liga)                 |
| ---- | ----- | -------------------- | ------------ | --------- | ------------------------------------ |
| 2000 | 3     | Marián Gáborík       | Levé křídlo  | Slovensko | HC Dukla Trenčín (Slovnaft)          |
| 2001 | 6     | Mikko Koivu          | Centr        | Finsko    | TPS Turku (SM-liiga)                 |
| 2002 | 8     | Pierre-Marc Bouchard | Centr        | Kanada    | Chicoutimi Sagueneens (QMJHL)        |
| 2003 | 20    | Brent Burns          | Obránce      | Kanada    | Brampton Battalion (OHL)             |
| 2004 | 12    | A. J. Thelen≠        | Obránce      | Kanada    | Michigan State University (CCHA)     |
| 2005 | 4     | Benoît Pouliot       | Levé křídlo  | Kanada    | Sudbury Wolves (OHL)                 |
| 2006 | 9     | James Sheppard       | Centr        | Kanada    | Cape Breton Screaming Eagles (QMJHL) |
| 2007 | 16    | Colton Gillies       | Levé křídlo  | Kanada    | Saskatoon Blades (WHL)               |
| 2008 | 23    | Tyler Cuma           | Obránce      | Kanada    | Ottawa 67's (OHL)                    |
| 2009 | 16    | Nick Leddy           | Obránce      | USA       | Eden Prairie High School (HS-MN)     |
| 2010 | 9     | Mikael Granlund      | Centr        | Finsko    | HIFK (SM-liiga)                      |
| 2011 | 10    | Jonas Brodin         | Obránce      | Švédsko   | Färjestads BK (Elitserien)           |
| 2011 | 28    | Zack Phillips≠       | Centr        | Kanada    | Saint John Sea Dogs (QMJHL)          |
| 2012 | 7     | Mathew Dumba         | Obránce      | Kanada    | Red Deer Rebels (WHL)                |
| 2014 | 18    | Alex Tuch            | Pravé křídlo | USA       | USNTDP Juniors (USHL)                |
| 2015 | 20    | Joel Eriksson Ek     | Centr        | Švédsko   | Färjestads BK (SHL)                  |
| 2016 | 15    | Luke Kunin           | Centr        | USA       | Wisconsin Badgers (Big Ten)          |
| 2018 | 24    | Filip Johansson≠     | Obránce      | Švédsko   | Leksands IF (HockeyAllsvenskan)      |
| 2019 | 12    | Matthew Boldy        | Levé křídlo  | USA       | U.S. NTDP (USHL)                     |
| 2020 | 9     | Marco Rossi          | Centr        | Rakousko  | Ottawa 67's (OHL)                    |

### Celkový výběr

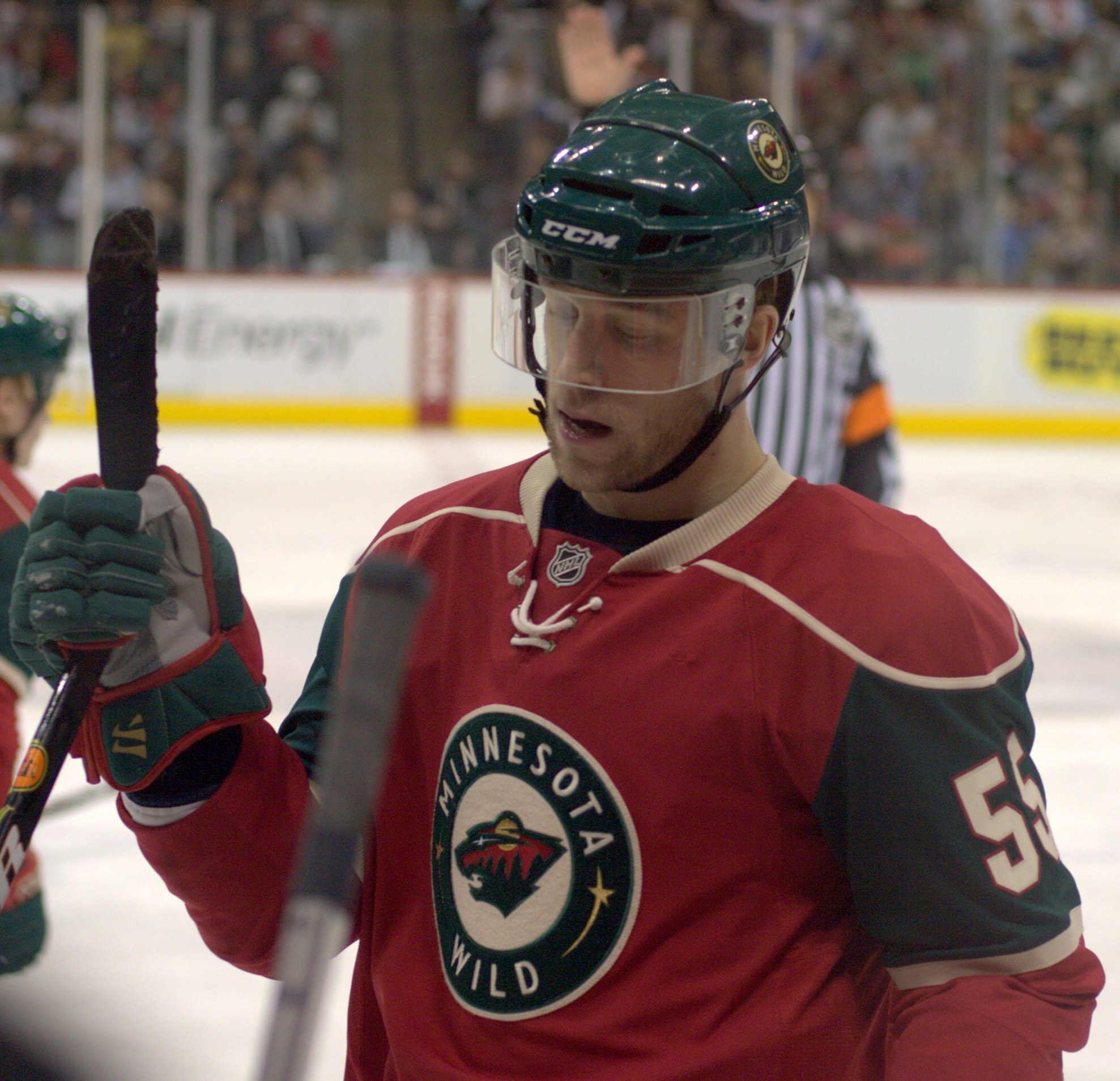
Nick Schultz byl draftován ze 33. místa v roce 2000.

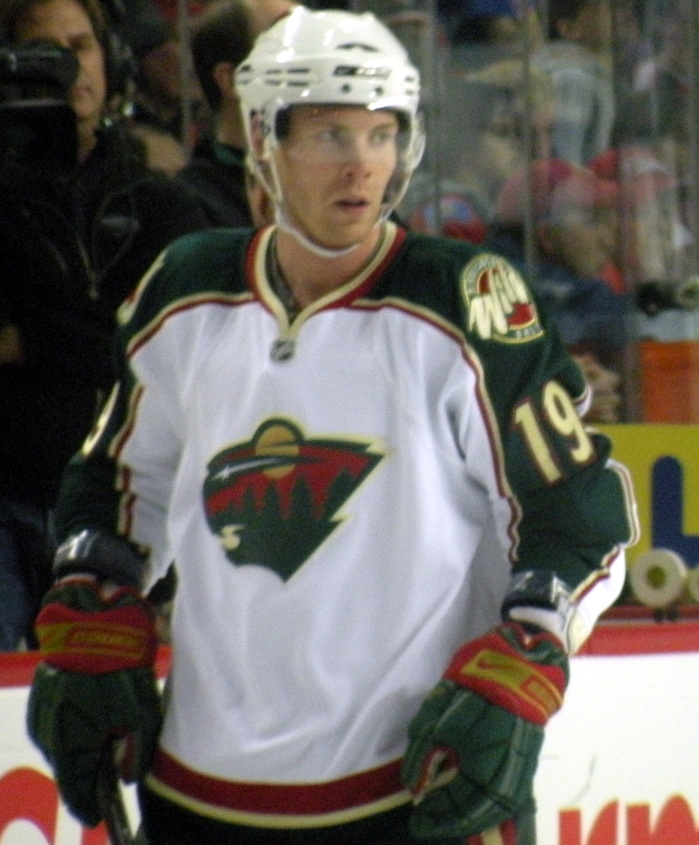
Stéphane Veilleux byl draftován ze 93. místa v roce 2001.

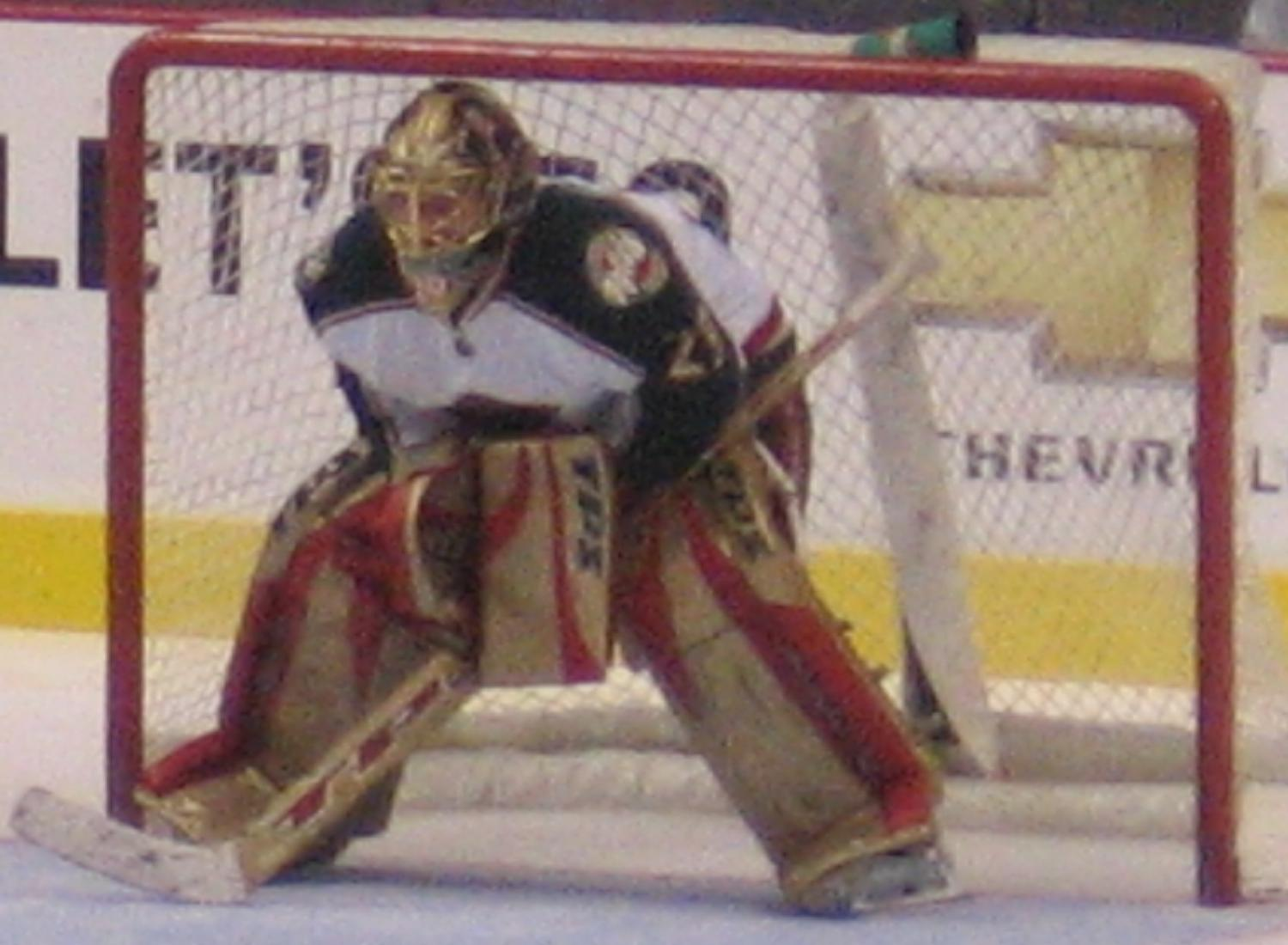
Josh Harding byl draftován ze 38. místa v roce 2002.

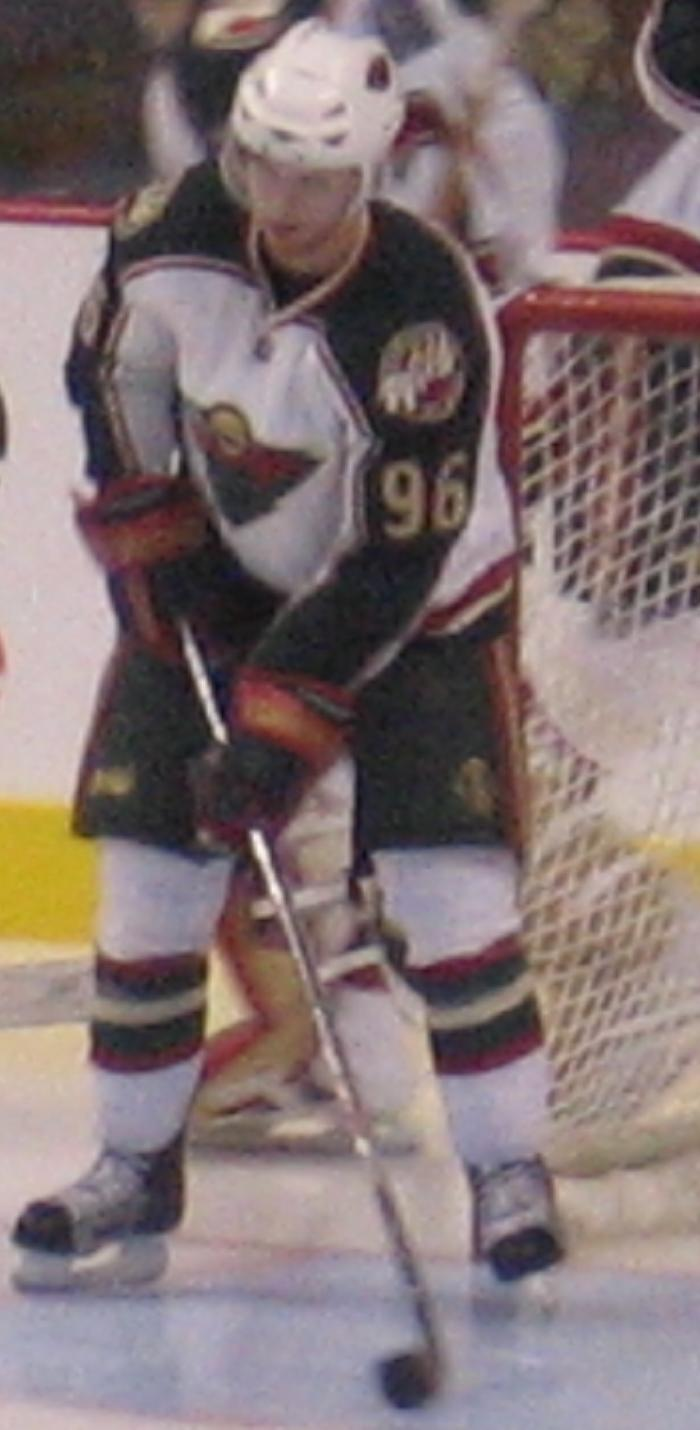
Pierre-Marc Bouchard byl draftován ze 8. místa v roce 2002.

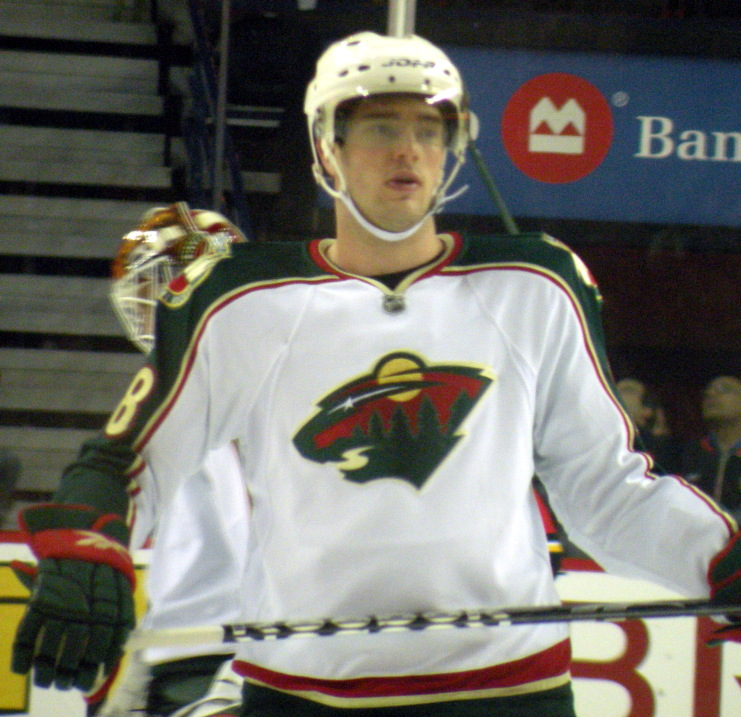
Peter Ölvecký byl draftován ze 78. místa v roce 2004.

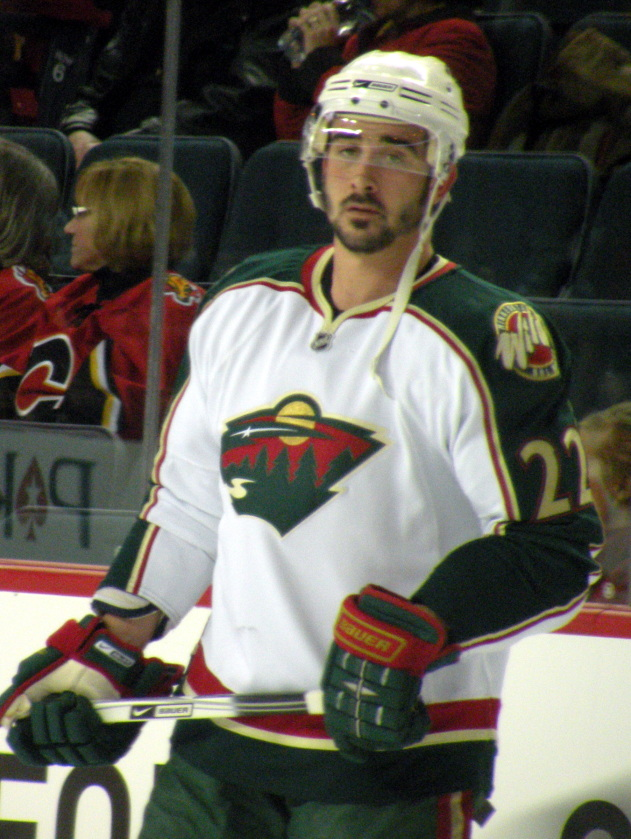
Cal Clutterbuck byl draftován ze 72. místa v roce 2006.

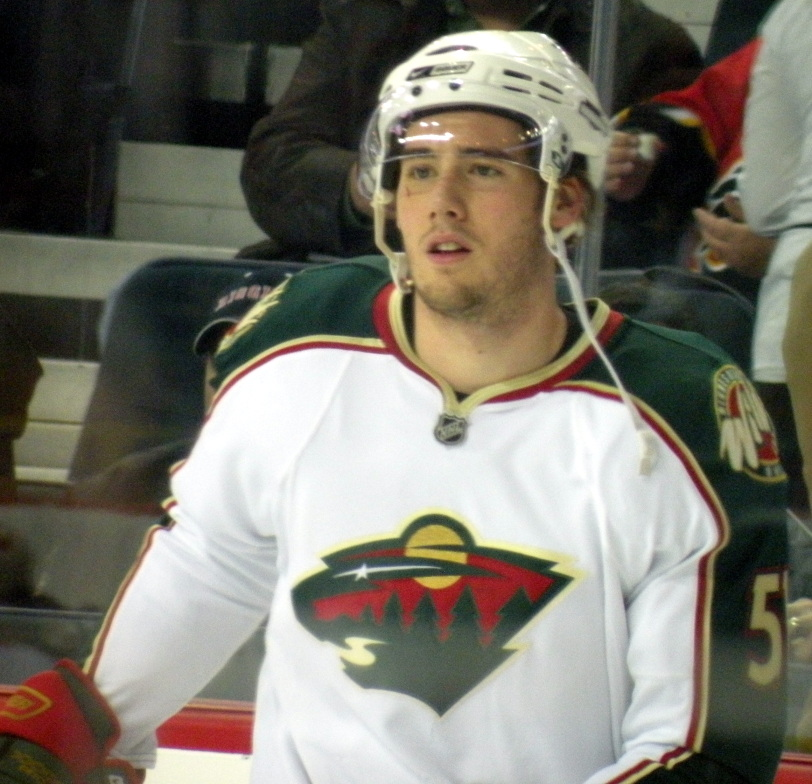
James Sheppard byl draftován ze 9. místa v roce 2006.

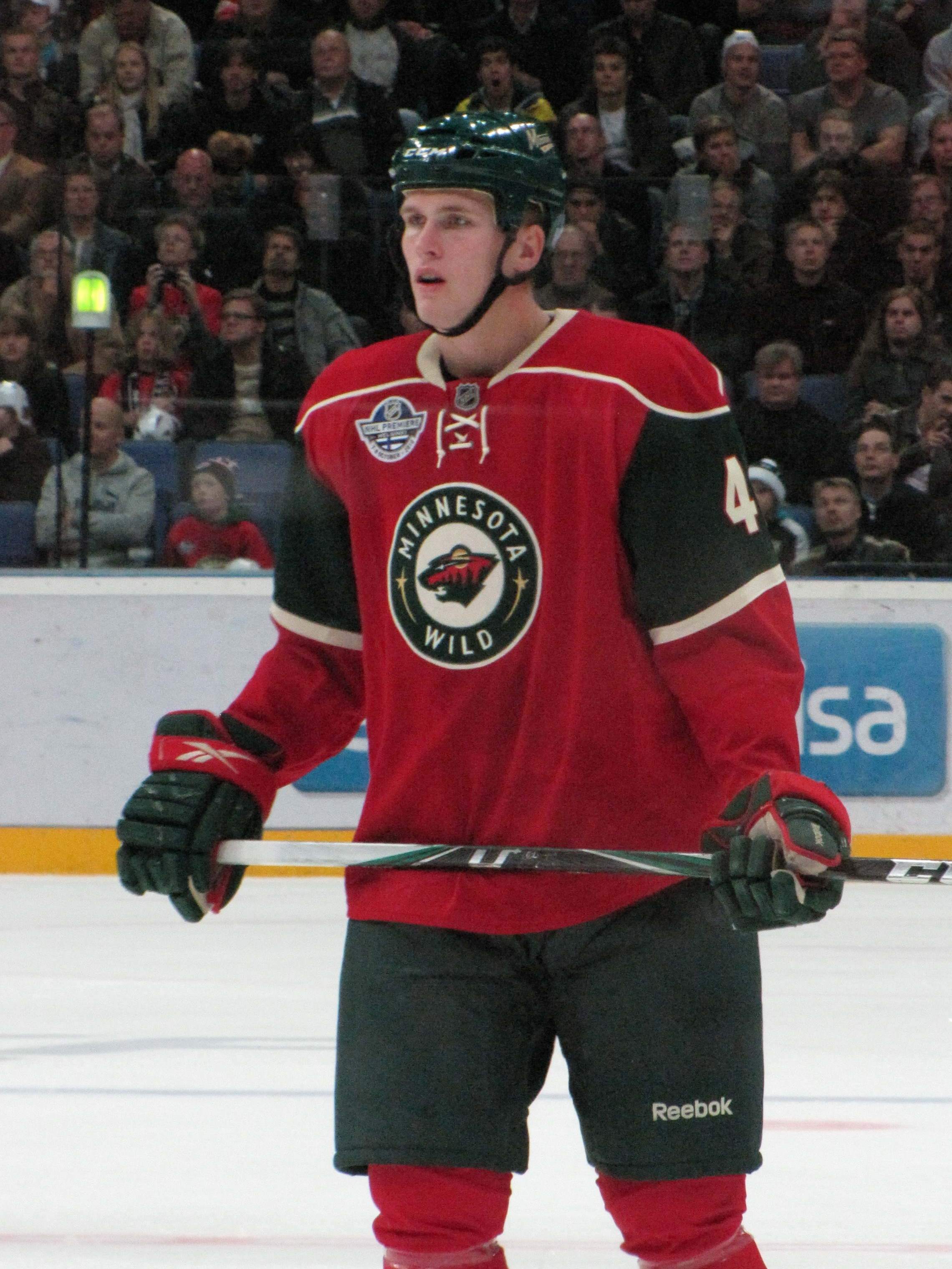
Justin Falk byl draftován ze 110. místa v roce 2007.

|  | Hráči kteří hráli nejméně jeden zápas v NHL |
|  | Hráči kteří si zahráli v NHL All-Star Game  |

| Rok  | Kolo | Místo | Hráč                 | Pozice               |
| ---- | ---- | ----- | -------------------- | -------------------- |
| 2000 | 1    | 3     | Marián Gáborík       | Levé křídlo          |
| 2000 | 2    | 33    | Nick Schultz         | Obránce              |
| 2000 | 4    | 99    | Marc Cavosie         | Centr a levé křídlo  |
| 2000 | 5    | 132   | Maxim Sushinski      | Pravé křídlo         |
| 2000 | 6    | 170   | Erik Reitz           | Obránce              |
| 2000 | 7    | 199   | Brian Passmore       | Centr                |
| 2000 | 7    | 214   | Peter Bartoš         | Levé křídlo          |
| 2000 | 8    | 232   | Ľubomír Sekeráš      | Obránce              |
| 2000 | 8    | 255   | Eric Johansson       | Centr                |
| 2001 | 1    | 6     | Mikko Koivu          | Centr                |
| 2001 | 2    | 36    | Kyle Wanvig          | Pravé křídlo         |
| 2001 | 3    | 74    | Chris Held           | Obránce              |
| 2001 | 3    | 93    | Stéphane Veilleux    | Levé křídlo          |
| 2001 | 4    | 103   | Tony Virta           | Pravé křídlo         |
| 2001 | 7    | 202   | Derek Boogaard       | Levé křídlo          |
| 2001 | 8    | 239   | Jake Riddle          | Levé křídlo          |
| 2002 | 1    | 8     | Pierre-Marc Bouchard | Centr                |
| 2002 | 2    | 38    | Josh Harding         | Brankář              |
| 2002 | 3    | 72    | Mike Erickson        | Pravé křídlo         |
| 2002 | 3    | 73    | Barry Brust          | Brankář              |
| 2002 | 5    | 155   | Armands Bērziņš      | Centr                |
| 2002 | 6    | 175   | Matt Foy             | Pravé křídlo         |
| 2002 | 7    | 204   | Nicklas Eckerblom    | Pravé křídlo         |
| 2002 | 8    | 237   | Christoph Brandner   | Levé křídlo          |
| 2002 | 9    | 268   | Mikhail Tyulyapkin   | Obránce              |
| 2002 | 9    | 269   | Mika Hannula         | Pravé křídlo         |
| 2003 | 1    | 20    | Brent Burns          | Obránce              |
| 2003 | 2    | 56    | Patrick O'Sullivan   | Centr                |
| 2003 | 3    | 78    | Danny Irmen          | Pravé křídlo         |
| 2003 | 5    | 157   | Marcin Kolusz        | Centr                |
| 2003 | 6    | 187   | Miroslav Kopřiva     | Brankář              |
| 2003 | 7    | 207   | Georgi Misharin      | Obránce              |
| 2003 | 7    | 219   | Adam Courchaine      | Obránce              |
| 2003 | 8    | 251   | Mathieu Melanson     | Pravé křídlo         |
| 2003 | 9    | 281   | Jean-Michel Bolduc   | Obránce              |
| 2004 | 1    | 12    | A. J. Thelen         | Obránce              |
| 2004 | 2    | 42    | Roman Voloshenko     | Levé křídlo          |
| 2004 | 3    | 78    | Peter Ölvecký        | Levé křídlo          |
| 2004 | 3    | 79    | Clayton Stoner       | Obránce              |
| 2004 | 4    | 111   | Ryan Jones           | Levé a pravé křídlo  |
| 2004 | 4    | 114   | Patrick Bordeleau    | Levé křídlo          |
| 2004 | 4    | 117   | Julien Sprunger      | Pravé křídlo         |
| 2004 | 5    | 161   | Jean-Claude Sawyer   | Obránce              |
| 2004 | 6    | 175   | Aaron Boogaard       | Pravé křídlo         |
| 2004 | 7    | 195   | Jean-Michel Rizk     | Pravé křídlo         |
| 2004 | 7    | 206   | Anton Chudobin       | Brankář              |
| 2004 | 9    | 272   | Kyle Wilson          | Centr                |
| 2005 | 1    | 4     | Benoît Pouliot       | Levé křídlo          |
| 2005 | 2    | 57    | Matt Kassian         | Levé křídlo          |
| 2005 | 3    | 65    | Kristofer Westblom   | Brankář              |
| 2005 | 4    | 110   | Kyle Bailey          | Centr                |
| 2005 | 4    | 122   | Morten Madsen        | Centr                |
| 2005 | 5    | 129   | Anthony Aiello       | Obránce              |
| 2005 | 7    | 199   | Riley Emmerson       | Levé křídlo          |
| 2006 | 1    | 9     | James Sheppard       | Centr                |
| 2006 | 2    | 40    | Ondřej Fiala         | Levé křídlo          |
| 2006 | 3    | 72    | Cal Clutterbuck      | Pravé křídlo         |
| 2006 | 4    | 102   | Kyle Medvec          | Obránce              |
| 2006 | 5    | 132   | Niko Hovinen         | Brankář              |
| 2006 | 6    | 162   | Julian Walker        | Utočník              |
| 2006 | 7    | 192   | Chris Hickey         | Centr                |
| 2007 | 1    | 16    | Colton Gillies       | Levé křídlo          |
| 2007 | 4    | 110   | Justin Falk          | Obránce              |
| 2007 | 5    | 140   | Cody Almond          | Centr                |
| 2007 | 6    | 170   | Harri Ilvonen        | Obránce              |
| 2007 | 7    | 200   | Carson McMillan      | Pravé křídlo         |
| 2008 | 1    | 23    | Tyler Cuma           | Obránce              |
| 2008 | 2    | 55    | Marco Scandella      | Obránce              |
| 2008 | 4    | 115   | Sean Lorenz          | Obránce              |
| 2008 | 5    | 145   | Eero Elo             | Levé křídlo          |
| 2009 | 1    | 16    | Nick Leddy           | Obránce              |
| 2009 | 3    | 77    | Matt Hackett         | Brankář              |
| 2009 | 4    | 103   | Kris Foucault        | Levé křídlo          |
| 2009 | 4    | 116   | Alexander Fallstrom  | Pravé křídlo         |
| 2009 | 6    | 161   | Darcy Kuemper        | Brankář              |
| 2009 | 6    | 163   | Jere Sallinen        | Levé a pravé křídlo  |
| 2009 | 7    | 182   | Erik Haula           | Levé křídlo          |
| 2009 | 7    | 193   | Anthony Hamburg      | Centr                |
| 2010 | 1    | 9     | Mikael Granlund      | Centr                |
| 2010 | 2    | 39    | Brett Bulmer         | Levé křídlo          |
| 2010 | 2    | 56    | Johan Larsson        | Centr                |
| 2010 | 2    | 59    | Jason Zucker         | Pravé křídlo         |
| 2010 | 6    | 159   | Johan Gustafsson     | Brankář              |
| 2010 | 7    | 189   | Dylen McKinlay       | Pravé křídlo         |
| 2011 | 1    | 10    | Jonas Brodin         | Obránce              |
| 2011 | 1    | 28    | Zack Phillips        | Centr                |
| 2011 | 2    | 60    | Mario Lucia          | Levé křídlo          |
| 2011 | 5    | 131   | Nick Seeler          | Obránce              |
| 2011 | 6    | 161   | Stephen Michalek     | Brankář              |
| 2011 | 7    | 191   | Tyler Graovac        | Centr                |
| 2012 | 1    | 7     | Mathew Dumba         | Obránce              |
| 2012 | 2    | 46    | Raphaël Bussières    | Levé křídlo          |
| 2012 | 3    | 68    | John Draeger         | Obránce              |
| 2012 | 4    | 98    | Adam Gilmour         | Pravé křídlo         |
| 2012 | 5    | 128   | Daniel Gunnarsson    | Obránce              |
| 2012 | 6    | 158   | Christoph Bertschy   | Centr a pravé křídlo |
| 2012 | 7    | 188   | Louie Nanne          | Levé křídlo          |
| 2013 | 2    | 46    | Gustav Olofsson      | Obránce              |
| 2013 | 3    | 81    | Kurtis Gariel        | Pravé křídlo         |
| 2013 | 4    | 107   | Dylan Labbé          | Obránce              |
| 2013 | 5    | 137   | Carson Soucy         | Obránce              |
| 2013 | 6    | 167   | Avery Peterson       | Centr                |
| 2013 | 7    | 197   | Nolan De Jong        | Obránce              |
| 2013 | 7    | 200   | Alexandre Bélanger   | Brankář              |
| 2014 | 1    | 18    | Alex Tuch            | Pravé křídlo         |
| 2014 | 3    | 80    | Louis Belpedio       | Obránce              |
| 2014 | 4    | 109   | Kaapo Kähkönen       | Brankář              |
| 2014 | 5    | 139   | Tanner Faith         | Obránce              |
| 2014 | 6    | 160   | Pontus Sjalin        | Obránce              |
| 2014 | 6    | 167   | Chase Lang           | Centr                |
| 2014 | 6    | 169   | Reid Duke            | Centr                |
| 2014 | 7    | 199   | Pavel Jenyš          | Centr                |
| 2015 | 1    | 20    | Joel Eriksson Ek     | Centr                |
| 2015 | 2    | 50    | Jordan Greenway      | Levé křídlo          |
| 2015 | 4    | 111   | Aleš Stezka          | Brankář              |
| 2015 | 5    | 135   | Kirill Kaprizov      | Levé křídlo          |
| 2015 | 6    | 171   | Nicholas Boka        | Obránce              |
| 2015 | 7    | 201   | Gustav Bouramman     | Obránce              |
| 2015 | 7    | 204   | Jack Sadek           | Obránce              |
| 2016 | 1    | 15    | Luke Kunin           | Centr                |
| 2016 | 4    | 106   | Brandon Duhaime      | Levé křídlo          |
| 2016 | 7    | 196   | Dmitrij Sokolov      | Centr                |
| 2016 | 7    | 204   | Braydyn Chizen       | Obránce              |
| 2017 | 3    | 85    | Ivan Lodnia          | Pravé křídlo         |
| 2017 | 4    | 97    | Mason Shaw           | Centr                |
| 2017 | 4    | 116   | Bryce Misley         | Centr                |
| 2017 | 5    | 147   | Jacob Golden         | Obránce              |
| 2017 | 6    | 178   | Andrej Svetlakov     | Centr                |
| 2017 | 7    | 209   | Nick Swaney          | Pravé křídlo a centr |
| 2018 | 1    | 24    | Filip Johansson      | Obránce              |
| 2018 | 3    | 63    | Jack McBain          | Centr                |
| 2018 | 3    | 86    | Alexander Chovanov   | Centr                |
| 2018 | 3    | 92    | Connor Dewar         | Levé křídlo          |
| 2018 | 5    | 148   | Simon Johansson      | Obránce              |
| 2018 | 5    | 155   | Damien Giroux        | Centr                |
| 2018 | 6    | 179   | Shawn Boudrias       | Pravé křídlo         |
| 2018 | 7    | 210   | Sam Hentges          | Centr                |
| 2019 | 1    | 12    | Matthew Boldy        | Levé křídlo          |
| 2019 | 2    | 42    | Vladislav Firstov    | Levé křídlo          |
| 2019 | 2    | 59    | Hunter Jones         | Brankář              |
| 2019 | 3    | 75    | Adam Beckman         | Levé křídlo          |
| 2019 | 5    | 149   | Matvei Guskov        | Centr                |
| 2019 | 6    | 166   | Marshall Warren      | Obránce              |
| 2019 | 6    | 172   | Nikita Nesterenko    | Centr                |
| 2019 | 7    | 197   | Filip Lindberg       | Brankář              |
| 2020 | 1    | 9     | Marco Rossi          | Centr                |
| 2020 | 2    | 37    | Marat Khusnutdinov   | Centr                |
| 2020 | 2    | 39    | Ryan O'Rourke        | Obránce              |
| 2020 | 3    | 65    | Daemon Hunt          | Obránce              |
| 2020 | 5    | 146   | Pavel Novák          | Pravé křídlo         |